# Las señoritas de mala compañía
Las señoritas de mala compañía es una película española de comedia estrenada en 1973 y dirigida por José Antonio Nieves Conde.

## Sinopsis
La película, ambientada en un pueblo de Segovia con el nombre ficticio de Aranda de Lerma, muestra las desavenencias entre doña Sole, una madame que regenta un burdel, y doña Íñiga, que dirige a las damas de irreprochable reputación. Sin embargo la situación cambiará cuando a doña Sole, a sus chicas y a varios de los clientes asiduos les toque el gordo de la lotería.

## Producción y localizaciones
Los exteriores de esta película fueron rodados en el municipio toledano de Yepes. La casa de doña Íñiga es la llamada Casa de don Pedro Flores de la Oliva en la calle de Calvo Sotelo, 7. El hostal de Doña Sole se situaba en la casa de la calle del Rollo, 8, aunque esta casa presenta actualmente una fachada muy distinta a la que aparecía en la película.

## Reparto
- Concha Velasco como Dominga
- Isabel Garcés como Doña Sole
- Esperanza Roy como Lola
- José Luis López Vázquez como Don Joaquín
- Manolo Gómez Bur como Eloy
- María Luisa San José como Charo
- Marisa Medina como Eloísa
- José Sazatornil como Don Niceto
- Juanito Navarro como Don Ildefonso
- Ismael Merlo como Don Pedro, el cura
- María Luisa Ponte como Doña Felisa
- Mari Carmen Prendes como Doña Amparo
- Tota Alba como Doña Anunciación
- Emilio Gutiérrez Caba como Luis
- José Orjas como Don Tomás
- José María Caffarel como Jaime Roig Vidal
- Milagros Leal como Doña Íñiga
- Rafael Hernández como Fermín
- Goyo Lebrero como Guillermo
- Chiro Bermejo como Leoncio
- Luis Varela como Chico del bar
- José Yepes como Mozo 1
- Enrique Ciurana como Mozo 2
- Lorenzo Robledo como Mozo 3
- Saturno Cerra como Cliente
- Antonio Ramis
- María de la Riva como Manuela
- Pilar Gómez Ferrer como Una vecina criticona
- Amalia Ariño como Otra vecina criticona
- Santiago Ontañón como Don Faustino